# Dianthus grossheimii
Dianthus grossheimii är en nejlikväxtart som beskrevs av Boris Konstantinovich Schischkin. Dianthus grossheimii ingår i släktet nejlikor, och familjen nejlikväxter. Inga underarter finns listade i Catalogue of Life.